# アルテミドロス
アルテミドロス（Artemidorus）は2世紀末ごろに活躍したと言われているギリシア人。エペソスのポカス（Phokas）の息子。『夢判断の書（Oneirokritika）』の他、『鳥占い（Oionoskopika）』や『手相占い（Kheiroskopika）』を書いている。
夢判断は専門的職業、夢判断師（oneiropolos）が存在していたと推測される。
弁論家キケロが「覚醒時の思考や行動の残滓は、睡眠中の心の中でもっとも活発に動き回る」と『予言について』の中で述べており、哲学者ルクレティウスは、「何かに熱中して、そのことが心から瞬時も離れないような場合、それが夢に現れることはだれにでもよくある」と『物の本性について』の中で述べている。

## 日本語文献
- 『アルテミドロス　夢判断の書』 城江良和 訳、国文社「叢書アレクサンドリア図書館」、1994年
- 『古代ローマ人は皇帝の夢を見たか　アルテミドロス『夢判断の書』を読む』
ピーター・トーネマン(Peter Thonemann)、藤井千絵 訳、藤井崇 監修、白水社、2023年

| スタブアイコン | サブスタブ | この項目は、まだ閲覧者の調べものの参照としては役立たない、文人（小説家・詩人・歌人・俳人・作詞家・作家・放送作家・随筆家（コラムニスト）・文芸評論家）に関連した書きかけの項目です。この項目を加筆・訂正などしてくださる協力者を求めています（P:文学/PJ:作家）。 |